# Rolnicki Pass
Rolnicki Pass är ett bergspass i Antarktis. Det ligger i Sydshetlandsöarna. Argentina, Chile och Storbritannien gör anspråk på området. Rolnicki Pass ligger 210 meter över havet.
Terrängen runt Rolnicki Pass är kuperad. Havet är nära Rolnicki Pass söderut. Trakten är glest befolkad. Närmaste befolkade plats är Commandante Ferraz Station, 3,2 kilometer söder om Rolnicki Pass. 